# Of Good Report
Pour plus de détails, voir Fiche technique et Distribution.
Of Good Report est un film sud-africain écrit et réalisé par Jahmil X.T. Qubeka (en) et sorti en 2013, mettant en vedette Mothusi Magano et Petronella Tshuma.
Le film reçoit 13 nominations aux Africa Movie Academy Awards dont 5 prix (incluant l’Oscar africain du meilleur film, Meilleure réalisation, Meilleur acteur, Meilleur acteur prometteur et Meilleur scénario). 

## Synopsis
Le film raconte l'histoire d'une relation amoureuse inappropriée et obsessionnelle entre un professeur de lycée et une de ses étudiantes mélangeant romance intense, perturbation et enquête.

## Fiche technique
- Titre : Of Good Report
- Réalisation : Jahmil X.T. Qubeka (en)
- Scénario : Jahmil X.T. Qubeka (en)
- Scénario : Philip Miller
- Studio de production : Compass Films, Icelandic Film Center, New Brighton Motion Picture Company, Spier Films, iXhosa Nostra
- Pays :  Afrique du Sud
- Langue : Xhosa
- Format : couleur
- Durée : 109 minutes
- Date de sortie : 9 août 2013

## Distribution
- Mothusi Magano : Parker Sithole
- Petronella Tshuma : Nolitha Ngubane
- Tshamano Sebe : Vuyani
- Lee-Ann Van Rooi : Arendse
- Tina Jaxa : Directrice
- Thobi Mkhwanazi : Squeeza
- Nomhle Nkonyeni : Landlady
- Lihlebo Magugu : Sipho
- Frances Ndlazilwana : Grand-mère
- Mary Twala : Esther Sithole

## Accueil

### Diffusion
Le film a été projeté au Festival international du film de Toronto 2013.

### Critiques
En juillet 2013, lors du 34e édition de Festival international du film de Durban, le film avait été interdit par la fondation National de Film et Video pour contenir de la pornographie enfantine, cette décision a ensuite été annulée après un appel par les producteurs du film.

## Distinctions
Lors de la 10e édition des Africa Movie Academy Awards en 2014, Le film est acclamé par la critique et cumule le plus de nominations et de récompenses avec 13 nominations dont 5 prix (incluant l’Oscar africain du meilleur film remis par l'acteur américain Danny Glover,, Meilleur acteur, Meilleur acteur prometteur) ainsi qu'une double consécration pour le réalisateur Jahmil X.T. Qubeka (Meilleur scénario et Meilleure réalisation).

### Récompenses
- Africa Movie Academy Awards.
  - Meilleur film
  - Meilleure réalisation
  - Meilleur acteur
  - l'acteur le plus prometteur
  - Meilleur scénario

### Nominations
- Africa Movie Academy Awards.
  - Meilleur acteur dans un second rôle
  - Meilleure actrice dans un second rôle
  - Meilleur montage
  - Meilleure photographie
  - Meilleur son
  - Meilleurs effets visuels
  - Meilleure musique de film
  - Meilleur design de production